# Anik C1
O Anik C1 (também chamado de Telesat 9, Nahuel C1, Nahuel I1 e Brasil 1T) era um satélite de comunicação geoestacionário canadense da série Anik, construído pela Hughes, ele esteve localizado na posição orbital de 107,5 graus oeste e era administrado pela Telesat Canada, com sede em Ottawa no Canadá. O satélite foi baseado na plataforma HS 376 e sua vida útil estimada era de 10 anos. O mesmo ficou fora de serviço em abril de 2003 e foi movido para a órbita cemitério.

## História
O Anik C1 foi o primeiro satélite lançado da série Anik C, que foi formada pelos primeiro satélites do Canadá com capacidade para fornecer serviços comerciais ponto-a-ponto nas frequências de banda Ku 14/12 GHz. O satélite triplicou a potência de saída do Anik A1 construído pela Hughes, que foi o primeiro satélite de comunicações do país. O Anik C também permitiu um aumento significativo da capacidade de telecomunicações sobre a série Anik A.
A Telesat Canada ganhou o contrato para a Space and Communications Group, hoje conhecida como Boeing Satellite Systems, em abril de 1978 da Hughes Aircraft Company. O contrato era para construir três satélites de comunicações para atender a expansão da rede de telecomunicações do Canadá.
O Anik C1 concentrava quatro feixes de transmissão para fornecer cobertura regional para as parcelas do sul mais densamente povoadas do Canadá. O satélite fornecia áudio, vídeo e serviços de transmissão de dados.
O satélite foi concebido para um tempo de funcionamento projetado para oito anos. Ele tinha uma forma cilíndrica, com uma altura de 2,16 m de diâmetro e uma altura de 2,82 m no início. Ao alargar a parte interior do cilindro e da antena, que tinha uma altura de 6,43 m em órbita. A energia é fornecida por painéis solares do lado de fora de ambas as partes do cilindro. Ele foi colocado inicialmente na posição orbital de 107.5° W, depois foi transferido para 109,2° W aonde permaneceu até março de 1993 quando foi movido para 72º W e ficou nesta localização até abril de 1997, quando mais uma vez ele foi movido, agora, para 118,6° W, posição aonde ele permaneceu até abril de 1998, em agosto do mesmo ano ele foi colocado em órbita inclinada em 106.3° W até abril de 2000. Em agosto de 2000 o satélite foi levado para a posição orbital de 63° W aonde permaneceu em órbita inclinada até abril de 2003.
Ele foi vendido para Paracomsat um operador argentino (em 1994?). A Telesat obteve uma participação de 10% na Paracomsat e era para manter o satélite em órbita até o final de 1996. Assim, após vários anos pertencendo a Paracomsat o satélite foi comprado de volta pela Telesat em 1997. Em 1999 é anunciado que o satélite volta a prestar serviços para a América do Sul.
Em 2000, o satélite foi comprado pela Loral Skynet do Brasil, para servir o país, e foi renomeado para Brasil 1T e levado para a posição orbital de 63 graus oeste. Nessa data 8 transponders ainda estavam operacionais. Ele iria fornecer cobertura para a região central do Brasil, incluindo São Paulo, Rio de Janeiro e Brasília. Ele ficou permanentemente incapacitado em abril de 2003 e foi enviado para uma órbita cemitério.

## Lançamento
O satélite foi lançado no dia 12 de abril de 1985 às 13:59:05 UTC, abordo do ônibus espacial Discovery durante a missão STS-51-D, a partir do Centro Espacial Kennedy, na Flórida, EUA, juntamente com o satélite Leasat 3. Ele tinha uma massa de lançamento de 1.238 kg.

## Capacidade e cobertura
O Anik C1 era equipado com 16 (mais 4 e reserva)  transponders em banda Ku que prestava serviços via satélite que podia ser recepcionado na América do Sul e do Norte.